# Shannon Dill
Shannon Dill é uma produtora cinematográfica americano. Como reconhecimento, foi nomeada ao Óscar 2019 na categoria de Melhor Documentário em Longa-metragem por Free Solo (2018).